# Comonfort (Guanajuato)
Comonfort, Anteriormente Chamacuero, es un Pueblo Mágico perteneciente a la Zona Metropolitana de Celaya, cabecera del municipio homónimo, ubicado en el estado de Guanajuato. Su nombre hace referencia a Ignacio Comonfort, Presidente de México.

## Historia
El 1° de enero de 1562, don Francisco de Velasco elevó a categoría de villa al pueblo de Chamacuero; la que debería de servir para proteger a los habitantes de la región de los constantes ataques de los chichimecas, que habitaban en ella, de entre los cuales los más violentos eran los pame.
En 1591 los pobladores lo denominaron San Francisco de Chamacuero, y el primer asentamiento ordenado tiene lugar en el barrio de San Agustín. El 7 de noviembre de 1861 es declarado municipio, y el 9 de noviembre de 1874, a iniciativa del jefe político del distrito, don Ignacio Bernal, por decreto del Estado se le denomina Chamacuero de Comonfort, en homenaje al presidente Ignacio Comonfort. En la actualidad, el municipio lleva solamente el nombre de Comonfort.

## Geografía
Comonfort limita al norte con el municipio de San Miguel de Allende, al sur con los de Celaya y Apaseo el Grande, al oeste con el municipio de Santa Cruz de Juventino Rosas, y al este, noreste y sureste con el estado de Querétaro. 

## Clima
El clima del municipio de Comonfort es templado con lluvias en verano, presentando temperaturas mínimas de 0 °C, en los meses de diciembre a febrero y máximas de hasta 38 °C, durante los meses de marzo a junio. La mayor parte del municipio tiene una temperatura promedio que oscila entre los 18 y 20 °C.

## Personajes ilustres
En este municipio nació el ilustre reformador José María Luis Mora, sacerdote católico y político, promotor de la separación entre la iglesia y el estado.
El cantautor Gabino Palomares, autor de "La maldición de Malinche", nació aquí el 26 de mayo de 1950.

## Atractivos turísticos
Monumentos históricos
- Parroquia de San Francisco.
- Museo Doctor José María Luis Mora.
- Zona arqueológica en la comunidad de Orduña de Abajo.
- La plaza principal.
- Jardín Principal.
- Santuario de Nuestra Señora de Los Remedios.
- Cerro de Los Remedios y Templo del Señor de la Misericordia.

Fiestas, danzas y tradiciones
| Fiesta                     | Fecha | Descripción |
| -------------------------- | --- | --- |
| Semana Santa               | Fecha variable | Celebración tradicional que incluye representaciones de la Pasión de Cristo. |
| Fiesta de Santiago Apóstol | 25 de julio | Fiesta Tradición de la Comunidad de Neutla. Se realizan palenques, jaripeos, bailes tradicionales. |
| Feria de los Remedios      | del 30 de agosto al 2 de septiembre y último fin de semana de noviembre, así como el primer fin de semana de diciembre | Celebraciones a la Reina y protectora de Comonfort; La Virgen de los Remedios, donde hay diversos eventos como palenque, bandas de música, danzas de apaches, danza del torito, danza de la rosa, de los concheros, de la sonaja y la azteca; juegos mecánicos, fuegos artificiales y bailes populares. |
| San Francisco de Asís      | 4 de octubre | Fiesta del Patrono del Municipio. Se llevan a cabo quema de fuegos pirotécnicos, danzas prehispánicas y bailes populares. |
| Procesión de Fin de Año    | 31 de diciembre | Se realizan tapetes en las principales calles de Comonfort, se adornan las calles con flores, telas y cortinas de diferentes materiales. |

Artesanías
Se producen artículos artesanales de diversos materiales, tales como canastas, colores floreros, cestos y tascales a base de carrizo; molcajetes, metates, ceniceros y figurillas decorativas de piedra; destapadores, portallaves y figuras decorativas de latón. Existe salida a San Miguel de Allende una extensa zona de comercio artesanal conocida como Camacho (barrio en donde originalmente se asentó), puede ser visitada todos los días de la semana, pero principalmente sábado y domingo tiene mayor afluencia de visitantes. 
Gastronomía
- Alimentos: Barbacoa, carnitas, chicharrón, menudo (pancita), gorditas de queso con migajas, nopales, papas, tamales, enchiladas rojas, tacos dorados, pambazos, entre gran variedad de comidas típicas mexicanas y comida rápida.
- Dulces: Nieve tradicional que realizan diversas familias, pan artesanal (conocido como fruta de horno) Charamuscas, figurillas de azúcar, calabaza en dulce y chilacayote.